# Тисс, Жак-Франсуа
Жак-Франсуа Тисс (фр. Jacques-François Thisse, род. 21 апреля 1946 года, Jemeppe (Льеж), Бельгия) — бельгийский экономист, ординарный профессор Центра исследования операций и эконометрики валлонского Католического университета Лувена (фр. Université catholique de Louvain), профессор Национальной школы мостов и дорог (Париж, Франция), научный руководитель Лаборатории теории рынков и пространственной экономики НИУ ВШЭ (Россия).

## Образование
Окончил Университет Льежа (фр. Université de Liège), где также защитил докторскую диссертацию.

## Преподавательская и научная деятельность
С 1975 по 1992 год преподавал в Католическом университете Лувена (фр. Université catholique de Louvain), с 1989 по 1996 год — в Университете Париж I — Сорбонна, одновременно с 1992 года возглавляя исследовательский центр Национальной школы мостов и дорог (фр. École nationale des ponts et chaussées).
В 1996 году вернулся в Католический университет Лувена в Центр исследования операций и эконометрики на пост ординарного профессора. В 2000−2006 годах — президент Центра.
С 2001 года также профессор Национальной школы мостов и дорог.
С 2011 года является научным руководителем Лаборатории теории рынков и пространственной экономики НИУ ВШЭ (Россия), созданной по итогам конкурса на привлечение ученых с мировым именем, объявленного Министерством образования и науки Российской Федерации.
В качестве приглашённого профессора (visiting professor) работал во многих известных университетах: Университете Луи Пастера в Страсбурге (1986−1987; 1988), Сорбонне (1987, 1989), INSEAD (1987), Университете Пенсильвании (1985, 1992), Вирджинском политехническом институте (1990), Тель-Авивском университет (1993), Университете Киото (1993, 2006) и др.
Один из основателей Европейской экономической ассоциации (в 1984−85 гг.), член избирательной комиссии по выборам первого Президента ЕЭА, член Правления (Board of Directors) ЕЭА в 1986-89 гг.
За многие годы был редактором различных научных журналов (в том числе Journal of the European Economic Association, International Journal of Economic Theory, The Japanese Economic Review, International Journal of Industrial Organization, Journal of Industrial Economics, Journal of Economics and Management Strategy, Journal of Regional Science, Regional Science and Urban Economics, Geographical Analysis, Location Science, Journal of Economic Geography, Annales d’Economie et de Statistique).

## Публикации
Пять монографий, в том числе:
- Economics of Agglomeration. Cities, Industrial Location and Regional Growth (Cambridge University Press, 2002; совм. с Масахиса Фудзита);
- Economic Geography. The Integration of Regions and Nations (Princeton University Press, 2008; совм. с P.-P. Combes и T. Mayer).

Редактор 10 монографий, в том числе (совместно с J. V. Henderson) IV тома энциклопедического справочника «Handbook of Regional and Urban Economics» (2004).
Автор более 250 научных статей по теории организации промышленности, региональной экономике, экономике города, теории размещения, теории торговли, теории дискретного выбора, теории игр и голосованию, экономике общественного сектора, экономике рынка труда, теории менеджмента, географии и перевозкам, экономической методологии и прикладной математике.